# Ematurga latelineata
Ematurga latelineata là một loài bướm đêm trong họ Geometridae.